# 김두정
김두정(金斗禎, 일본식 이름: 金子斗禎가네코 도테이, 1906년 1월 12일 ~ ?)은 일제강점기의 사회운동가로, 본적은 함경남도 함주군 주지면이다. 원래는 사회주의자였지만, 옥중에서 사상 전향을 한 뒤부터 친일파로 변절했으며, 가명으로 마일양, 김근섭, 최익선을 사용했다.

## 생애
1928년 3월 함흥공립고등보통학교를 졸업했고 같은 해 4월 조선총독부 관비생으로 선발되어 일본 야마구치 고등상업학교 중국무역과에 입학했다. 야마구치 고등상업학교 재학 중이던 1931년 1월 사회주의 운동에 참여한 사실이 밝혀져 퇴학당했고 당시 일본 도쿄에서 활동하던 재일 조선인 프롤레타리아 예술 운동 단체인 무산자사(無産者社)에 가입했다.
1932년 4월 이후부터 일본 도쿄에서 재일 조선인 프롤레타리아 예술 운동 단체인 노동계급사(勞動階級社)를 조직하는 한편 조선공산당재건투쟁협의회 일본출판부를 조직하여 조선공산당 재건을 위해 노력했지만 1933년 2월 조선공산당 재건 운동 혐의로 검거되었고 1935년 4월 8일 경성지방법원으로부터 치안유지법과 출판법 위반 혐의로 징역 6년형을 선고받았다. 1935년 12월 1일 옥중에서 사상 전향서를 발표한 뒤부터 친일파로 변절하게 된다.
1939년 시국대응전선사상보국연맹 본부 상임간사와 본부 서무부 부장, 경성지부 상임간사를 역임했으며 1940년 조선방공협회 촉탁과 일본가정교육회 고문, 시국대응전선사상보국연맹 상임간사를 역임했다. 1940년 4월 24일 시국대응전선사상보국연맹이 조직한 내지성지순례단 대표로 참여했고 1940년 8월 5일에 열린 시국대응전선사상보국연맹 경성지부 양주분회 발회식에서 축사를 발표했다. 1940년 11월 10일 사이토(齋藤) 자작 기념회가 주최하고 경성일보사 후원으로 열린 논문 공모전 〈신흥아(新興亞) 체제 하에서 조선의 사명을 논한다〉에서 가작을 수상했고 1942년 국민총력조선연맹 문화부 촉탁, 1943년 국민총력조선연맹 총무부 연락과 촉탁을 역임했다.
저서 《방공전선 승리의 필연성》(1939년)을 통해 공산주의를 비판하고 신일본주의 사상을 찬양하는 한편 《반도황민생활물어(半島皇民生活物語)》(1943년), 《대동아개발독본(大東亞開發讀本)》(1944년)를 통해 징병제 실시를 찬양하고 내선일체와 대동아공영권의 확립, 황국신민화를 주장했다. 또한 《녹기》, 《동양지광》, 《조선급만주》, 《총동원》, 《삼천리》, 《경성일보》 등의 각종 신문과 잡지에 기고한 글을 통해 내선일체와 대동아공영권, 황국신민화의 확립을 역설했다. 1944년 2월 국민총력조선연맹이 조직한 보도특별정신대(報道特別挺身隊) 대원으로 참여하는 동안 평안북도 지역 강연회 연사로 활동했고, 1944년 9월 21일에 열린 봉조멸적강연회(奉調滅敵講演會) 연사로도 활동했다.
민족문제연구소의 친일인명사전 수록자 명단의 친일단체 부문, 친일반민족행위진상규명위원회가 발표한 친일반민족행위 705인 명단에 포함되었다.

## 참고자료
- 친일반민족행위진상규명위원회 (2009). 〈김두정〉. 《친일반민족행위진상규명 보고서 Ⅳ-2》. 서울. 400~431쪽.